# 孙秀美
孙秀美（1995年9月14日—），柬埔寨华人，柬埔寨跆拳道运动员，2014年在韩国仁川亞運上，她赢得了柬埔寨亞運史上的第一枚金牌，2015年孙秀美在奥运会跆拳道预选赛夺金，使柬埔寨首次赢得2016年夏季奧林匹克運動會参赛权。